# Gluphisia avimacula
Gluphisia avimacula är en fjärilsart som beskrevs av Hudson 1891. Gluphisia avimacula ingår i släktet Gluphisia och familjen tandspinnare. Inga underarter finns listade i Catalogue of Life.